# Schnabel-Hasel
Die Schnabel-Hasel oder Schnabelnuss (Corylus cornuta) ist ein Strauch oder Baum aus der Familie der Birkengewächse. Ihr Verbreitungsgebiet liegt in Kanada und den USA.

## Beschreibung

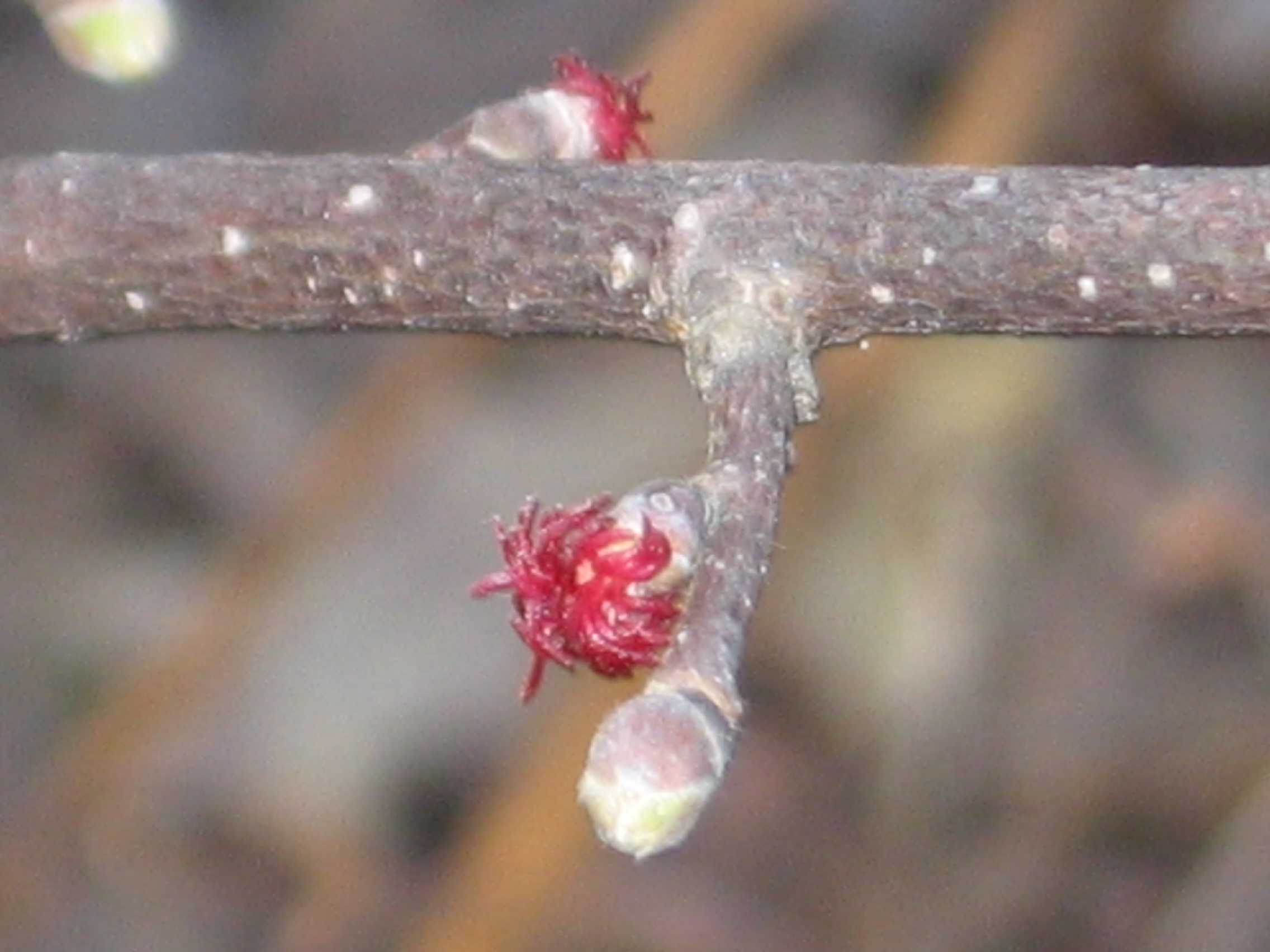
Weibliche Blüten

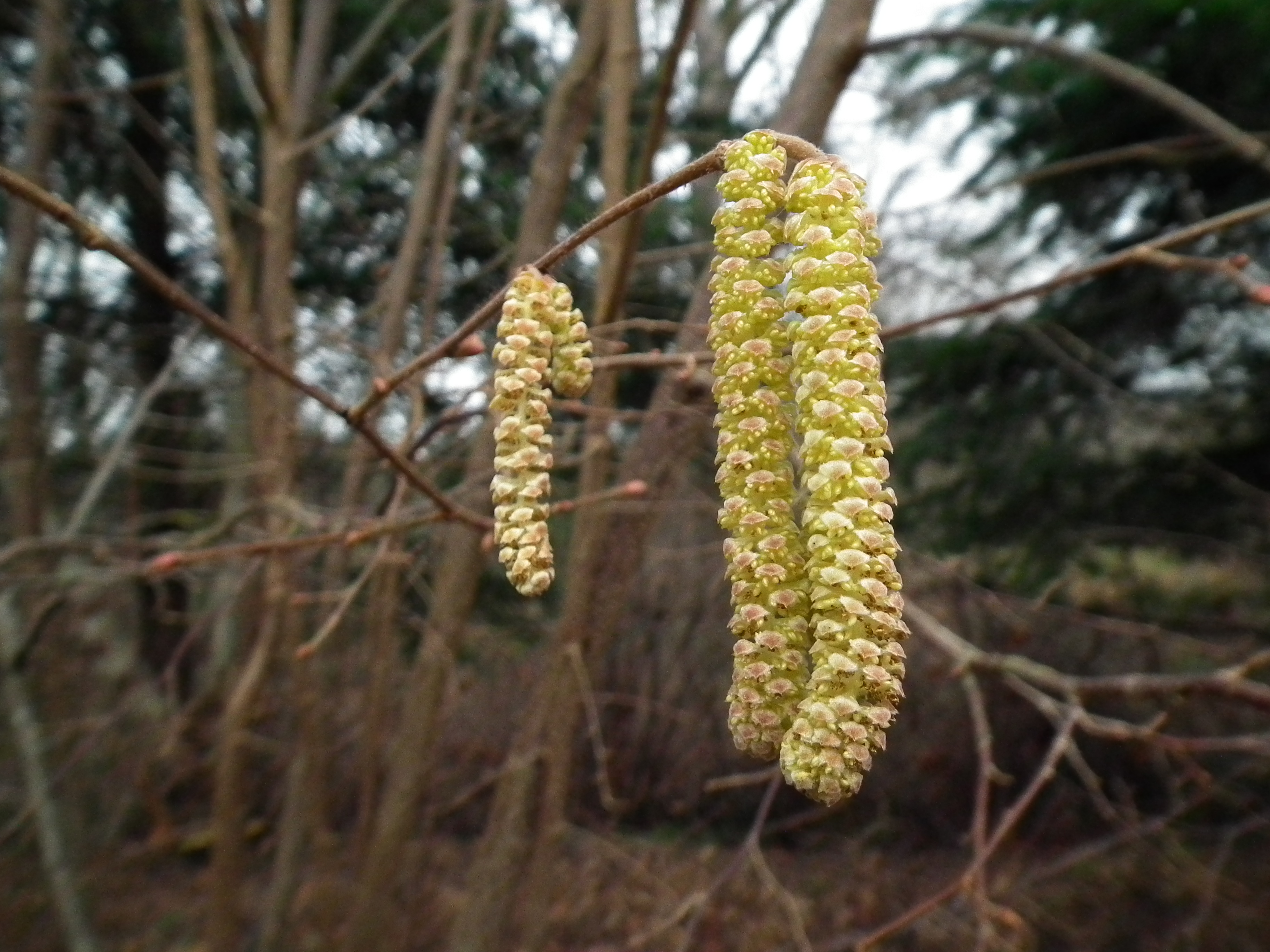
Männliche Blütenstände

Die Schnabel-Hasel ist ein bis 4 bis 8, selten bis 15 Meter hoher Strauch oder Baum mit hell- bis dunkelbrauner, glatter Borke und weich behaarten Zweigen. Die Winterknospen der Blüten sind eiförmig, 3 bis 5 Millimeter lang, 3 bis 4 Millimeter breit und spitz. Die Blätter haben einen 0,6 bis 1,2 Zentimeter langen, kahlen, behaarten oder drüsig behaarten Stiel. Die Blattspreite ist 4 bis 10 Zentimeter lang und 3,5 bis 12 Zentimeter breit, eiförmig bis verkehrt eiförmig, spitz oder abgerundet mit herzförmiger Basis und fein gesägtem und kaum gelapptem Blattrand. Die Blattunterseite ist weich behaart. Die männlichen Blütenstände sind in Gruppen von zwei bis drei angeordnete, 4 bis 6 Zentimeter lange und 0,5 bis 0,8 Zentimeter durchmessende Kätzchen mit 0,5 bis 10 Millimeter langen Stielen und gelben Staubgefäßen. Die Nüsse wachsen in Gruppen von zwei bis sechs. Sie sind 1,2 bis 1,8 Zentimeter lang und von einer flaumig behaarten, über der Nuss zu einer 3 bis 4 Zentimeter langen Röhre („Schnabel“) zusammengezogenen Hülle umgeben.
Die Chromosomenzahl beträgt 2n = 22.

## Verbreitung und Standort

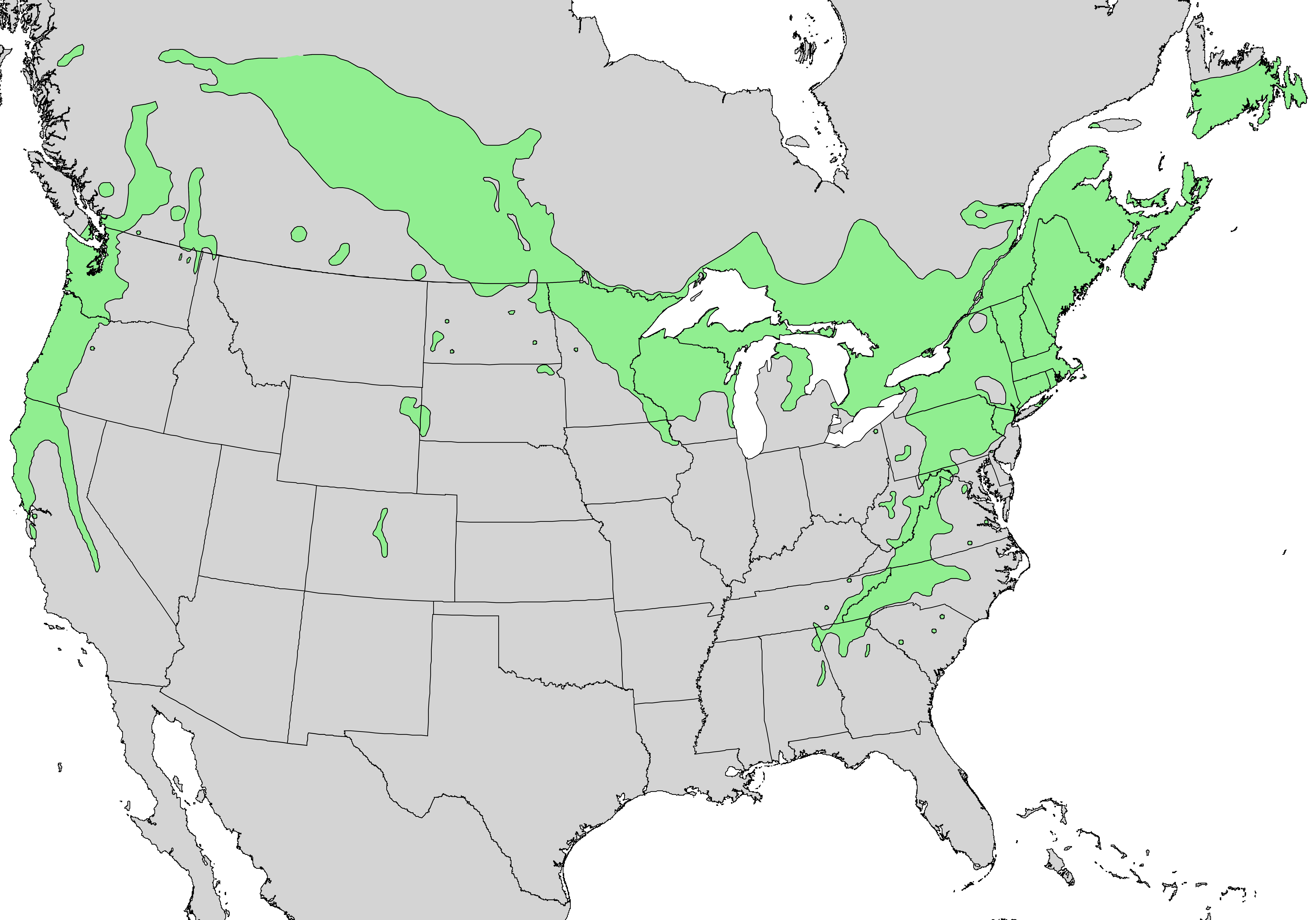
Verbreitungskarte

Das Verbreitungsgebiet erstreckt sich über weite Teile Kanadas und der USA. Dort wächst sie in kühlfeuchten Wäldern oder Gebüschen auf durchlässigen, frischen bis feuchten, mäßig nährstoffreichen, sandig- bis kiesig-humosen oder lehmigen Böden an sonnigen bis lichtschattigen, sommerkühlen und winterkalten Standorten. Die Art ist frosthart.

## Systematik
Die Schnabel-Hasel (Corylus cornuta) ist eine Art aus der Gattung der Haseln (Corylus) in der Familie der Birkengewächse (Betulaceae). Sie wird der Sektion Corylus, Untersektion Siphonochlamys zugeordnet. Sie wurde 1785 durch Humphry Marshall erstbeschrieben.
Es werden zwei Unterarten unterschieden:
- Corylus cornuta subsp. cornuta mit eiförmigen bis beinahe elliptischen Blattspreiten, Zweigen ohne drüsige Behaarung und einem Schnabel mit zumindest der doppelte Länge der Nuss. Sie kommt in Kanada und in den nördlichen und östlichen Vereinigten Staaten vor.[7]
- Corylus cornuta subsp. californica (A.DC.) A.E.Murray mit beinahe runden oder breit elliptischen Blattspreiten, Zweigen mit drüsiger Behaarung und kürzerem Schnabel. Das Vorkommen der Unterart erstreckt sich entlang der Pazifikküste Nordamerikas von British Columbia bis Kalifornien.[4][7]

## Verwendung
Die Schnabel-Hasel wird nur selten forstwirtschaftlich genutzt. Sie wird wegen ihrer Früchte als Zierpflanze verwendet und dient auch als Bienenweide. Die Nüsse sind genießbar, jedoch ohne wirtschaftliche Bedeutung. Von den Indianern wurden Teile der Pflanze als Brechmittel und gegen Wurmbefall verwendet.

## Nachweise